# Periodismo declarativo
El periodismo declarativo o periodismo de declaraciones es un modelo que se basa en reproducir literalmente declaraciones de figuras públicas o ciudadanía y convertirlas en noticia o usarlas para completar noticias. Se identifica observando en los contenidos que los principales verbos que se emplean son verbos declarativos. Por ejemplo: afirmar, admitir, asegurar, comentar, confirmar, explicar, indicar, etc.
Es un modelo especialmente presente en el periodismo político, pero también se ha extendido a la información deportiva o a la llamada prensa del corazón. A pesar de su uso habitual en los medios, es una práctica muy criticada.

## Historia
Este modelo está vinculado a la tradición objetivista del modelo liberal propio de los países anglosajones, como técnica para realizar la función de escrutinio y examen al poder. Sin embargo, en muchos casos, se ha convertido en un recurso que se limita a reproducir declaraciones políticas.
En algunos países, salidos de un régimen autoritario a la democracia, entienden el periodismo declarativo como una forma pasiva de recolección de información que se ha heredado de las prácticas de transmisión obligada del mensaje del régimen, sin cuestionarse ni progresar sobre ellas.

## Causas y argumentos
Algunos motivos por los que se ha extendido este modelo son:
- Completar las noticias con declaraciones de al menos dos partes opuestas.
- Profesionalización de la comunicación en partidos políticos, empresas, instituciones y organizaciones, que ha llevado a la proliferación de gabinetes de prensa y comunicación. Los medios de comunicación a menudo reproducen las notas de prensa de agencias y gabinetes de comunicación sin contrastarlas y completarlas adecuadamente.
- Falta de tiempo, recursos materiales y humanos. El periodismo declarativo es un modelo barato y fácil.
- Comodidad.
- Falta de reflexión interna y autocrítica en los medios de comunicación.[5]
- Enseñanza en las facultades de Periodismo de técnicas anglosajonas, que incluyen este tipo de prácticas para controlar al poder, aunque se han acabado desvirtuando.

## Críticas
El periodismo declarativo ha sido criticado por razones como las siguientes:
- Se trata de un periodismo pasivo: los medios de comunicación se limitan a recibir información, no salen de sus redacciones a buscarla.[6]
- No cuenta la realidad sino que la filtra y distorsiona a través de los criterios subjetivos de analistas, juristas, constitucionalistas, comentaristas y personas expertas o especialistas.
- No se explican los procesos sino momentos inconexos: ruedas de prensa, declaraciones, comunicados.
- No se realiza una interpretación significativa de las declaraciones.
- Se abusa del periodismo declarativo para complementar noticias, abandonando otras formas de completar las noticias como el uso de datos y estadísticas, antecedentes, comparativas con otras regiones, países o épocas, información sobre legislación relacionada, etc.[7]
- El periodismo declarativo es una forma de editorializar sobre los hechos: se simula producir información, pero eligiendo las declaraciones en realidad se genera opinión. La selección de declarantes aparenta un equilibrio informativo, pero la selección de las personas declarantes suele ser subjetiva y llevada por la ideología del medio de comunicación.
- Se realiza una promoción gratuita de personas estratégicas que, gracias a ello, llegan a ocupar puestos de poder o se convierten en herramientas de presión política. Esto también genera el llamado efecto Mateo en la comunicación: quienes comunican, comunican cada vez más, y quienes menos comunican, comunicarán aún menos.[8]
- Muchas declaraciones son reiterativas y no aportan valor, sino que rellenan espacio o refuerzan el sensacionalismo.[9]
- Las declaraciones deben reflejar la diversidad de puntos de vista, no sólo uno o dos.
- El periodismo declarativo otorga a muchas de las figuras que declaran, especialmente a profesionales de la política, un control sobre el flujo informativo.
- La fuente más interesante de una noticia raramente se encuentra en la figura de un portavoz, que generalmente tenderá a proteger a una causa, ya que se le contrata o apoya para esto, sino en informes y artículos de investigación o en figuras con autoridad o cercanía al asunto.
- Se incrementa la autorreferencialidad, es decir, son pocas personas quienes declaran y el discurso se convierte en una conversación cerrada entre estas personas, de manera que esto contribuye a la reducción de protagonistas y fuentes informativas, dejando fuera habitualmente a movimientos sociales y organizaciones y contribuyendo a la desafección política de la ciudadanía y a la disminución de su participación pública.[10][11][12][13][14]

## Movilizaciones
El periodismo declarativo provoca que algunas de las personas declarantes, generalmente partidos políticos y deportistas, dominen el ritmo y la agenda de temas. En este sentido, un ejemplo de este poder es la proliferación de ruedas de prensa en las que no se admiten preguntas. Así, quien comparece en ellas emite un mensaje pero evita el cuestionamiento.
En 2011, varios medios de comunicación, asociaciones de periodistas y periodistas a título individual lanzaron la campaña "Sin preguntas no hay cobertura", que incluyó un manifiesto, recomendaciones y un icono para informar al público de que la información se ha obtenido en una rueda de prensa sin preguntas. De hecho, ya que no admiten preguntas, se recomienda no llamar a este formato rueda de prensa, sino declaración.